# ناحیه لارناکا

ناحیه لارناکا در نقشه قبرس با رنگ قرمز نشان داده شده است.

ناحیه لارناکا یکی از شش ناحیه جزیره قبرس به مرکزیت لارناکا می‌باشد. بخش کوچکی از این ناحیه در هنگام تجاوز ارتش ترکیه در داخل کشور جمهوری ترک قبرس شمالی قرار دارد. و در حال حاضر بخشی که داخل قبرس شمالی قرار گرفته است در تقسیم بندی جفرافیایی در ناحیه لفکوشا قرار می گیرد.
فرودگاه بین‌المللی لارناکا و تکیه خاله سلطان در این ناحیه قرار گرفته است.